# Edmond-Jean de Pury

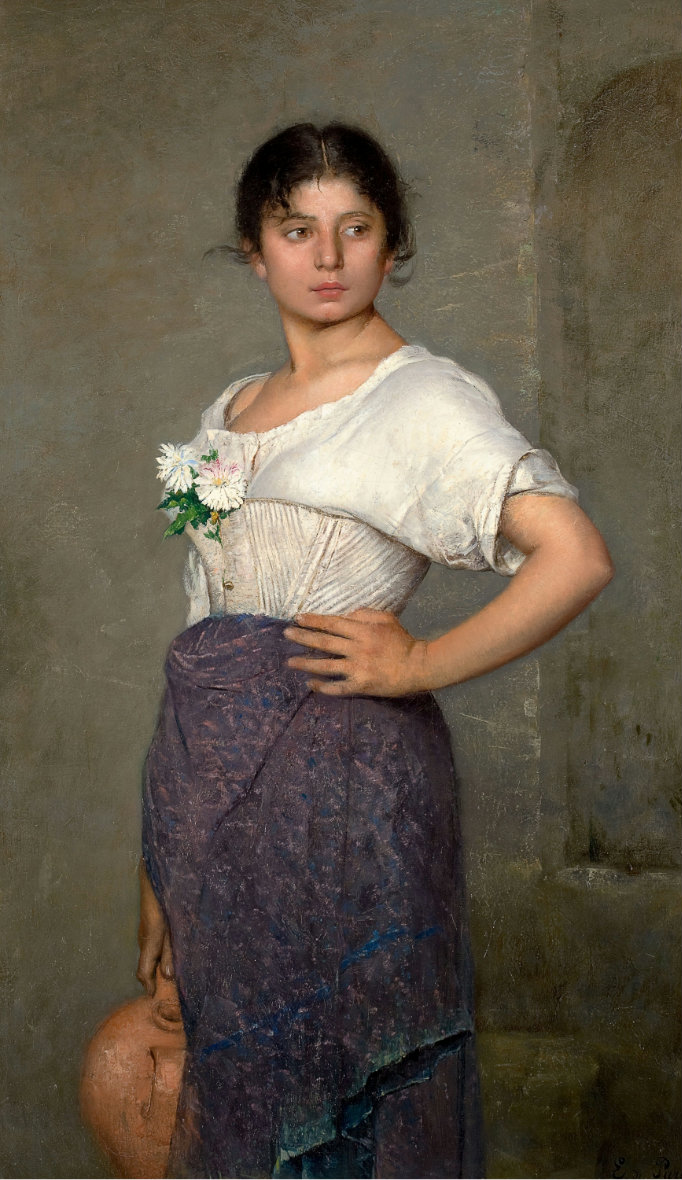
Am Brunnen

Edmond-Jean de Pury (* 6. März 1845 in Neuchâtel; † 7. November 1911 in Lausanne) war ein Schweizer Genre- und Porträtmaler sowie Grafiker.
Edmond-Jean de Pury studierte in Paris privat bei Charles Gleyre und ab 1869 in Florenz. Er verbrachte viele Jahre in Italien, wo er in Rom, Venedig, Neapel und auf Capri Porträts und Genrebilder des örtlichen Milieus malte.
Um 1882 porträtierte er Richard Wagner, der damals Neapel besuchte. Auf der Weltausstellung Paris 1889 wurde er mit einer Medaille ausgezeichnet. Seine Werke wurden in vielen illustrierten Zeitschriften reproduziert. Viele seiner Werke befinden sich in den Sammlungen der Museen in Venedig, Basel, Genf, Lausanne, Solothurn und Neuenburg.